# Dansa moderna

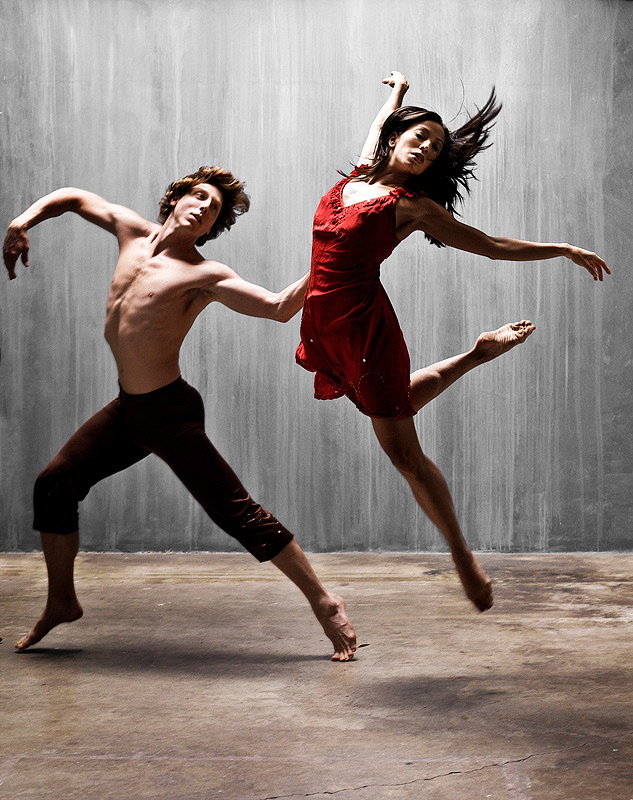
Duo de dansa moderna.

La dansa moderna és un expressió corporal artística que es basa en la interpretació dels ballarins i la visió dels coreògrafs. Els moviments mostren els sentiments i emocions que es volen transmetre al públic amb una interpretació lliure. Aquesta no té res a veure amb la dansa clàssica o ballet, ja que no segueix els seus criteris i normes sinó que crea els seus propis passos i moviments.

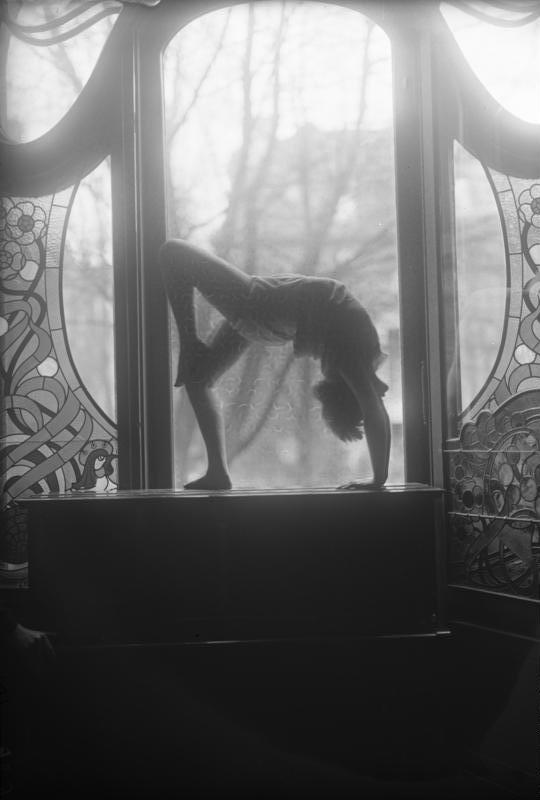
Dansaire de l'escola Laban, Berlín 1929

La dansa moderna engloba molts estils actuals, alguns més antics com el Funky o Hip-hop i d'altres més innovadors com locking, pooping, new style, krump, street dance, breakdance... Es va considerar que s'havia desenvolupat com un rebuig o una rebel·lió contra el ballet clàssic, i també una manera d'expressar preocupacions socials com els factors socioeconòmics i culturals.
A finals del segle xix, artistes de dansa moderna com Isadora Duncan, Maud Allan i Loie Fuller van ser pioners en noves formes i pràctiques en el que ara s'anomena estètica o dansa lliure. Aquests ballarins van ignorar l'estricte vocabulari de moviment del ballet (el conjunt particular i limitat de moviments que es consideraven propis del ballet) i van deixar de portar cotilles i sabates de punta a la recerca d'una major llibertat de moviments.
Al llarg del segle xx, les preocupacions sociopolítiques, els principals esdeveniments històrics i el desenvolupament d'altres formes d'art van contribuir al desenvolupament continu de la dansa moderna als Estats Units i a Europa. A partir de la dècada de 1960, van començar a sorgir noves idees sobre la dansa com a resposta a formes de dansa anteriors i als canvis socials. Finalment, els artistes de la dansa postmoderna rebutjarien el formalisme de la dansa moderna, i inclourien elements com ara art escènic, improvisació de contacte, tècnica de llançament i improvisació.

## Inicis
Al principi del segle xx, el món va començar a experimentar canvis dràstics en l'àmbit social, polític i econòmic. L'era agrícola va quedar enrere en molts països europeus i als Estats Units. Ballarins, tant d'Europa com dels Estats Units, van començar a experimentar amb noves formes de dansa que no corresponien a cap regla establerta.
Aquests ballarins van abordar la dansa com un art capaç d'expressar la complexitat de l'experiència humana, amb totes les seves emocions, contradiccions, conflictes y malestars. Es va inventar una nova forma de dansa molt diferent a les danses que es coneixien fins aleshores. Aquesta nova forma de dansa es va anomenar dansa moderna.

## Característiques
- El ballarí juga amb la força de la gravetat. Utilitza el pes del seu cos per crear diferents dinàmiques de moviment. Ejecuta moviments a diferents nivells i troba el punt d'equilibri en diferents moments. Perd i recupera l'equilibri, fa caigudes a terra i salts.
- El ballarí utilitza el terra com a part de la coreografia.
- Moviments naturals i lliures. Gairebé totes les tècniques es basen els seus moviments en la flexibilitat.
- Els moviments es coordinen amb la respiració.
- Cada cançó i cada estil té el seu ritme independent. La coreografia s'adapta al ritme de la música.

## Estils de dansa moderna
Dins de la dansa moderna podem trobar altres estils de ball amb unes característiques diferents però que tots tenen el mateix origen, però amb el temps han evolucionat.
- Hip Hop: és un moviment artístic que va néixer al Bronx entre les comunitats hispanoamericanes i africanes. Aquest estil es basa en quatre aspectes: el rap, el graffiti, el breakdance i el turntablism (és la creació de música a través de discs de vinil)
- Funky: inicialment era un tipus de jazz, però amb els anys va anar evolucionant. Actualment, el funky s'utilitza per nomenar diferents estil de música.
- Locking:[10] aquest estil prové del funky i consisteix en el moviment ràpid de mans i peus combinats amb moviments lents de cames i del maluc. Els pasos de ball acostumen a ser molt ritmics.
- Popping:[10] es basa en la contracció de músculs per crear un moviment robòtic, contínuament al ritme de la cançó i combinant postures i moviments.
- Street Dance: terme que s'utilitza per descriure aquests estils de dansa que per naturalesa són danses socials, de molta improvisació i contacte amb l'espectador i entre els ballarins. L'Street Dance podria dir que seria la fusió i combinació de molts estils. És un estil de dansa urbana que va aparèixer a Nova York a l'últim quart del segle xx. Va sorgir dels pocs que ballaven als ritmes dels breaks que punxaven els DJ, especialment DJ Kool Herc. Va ser revolucionari i innovador.

### L'escola estatunidenca

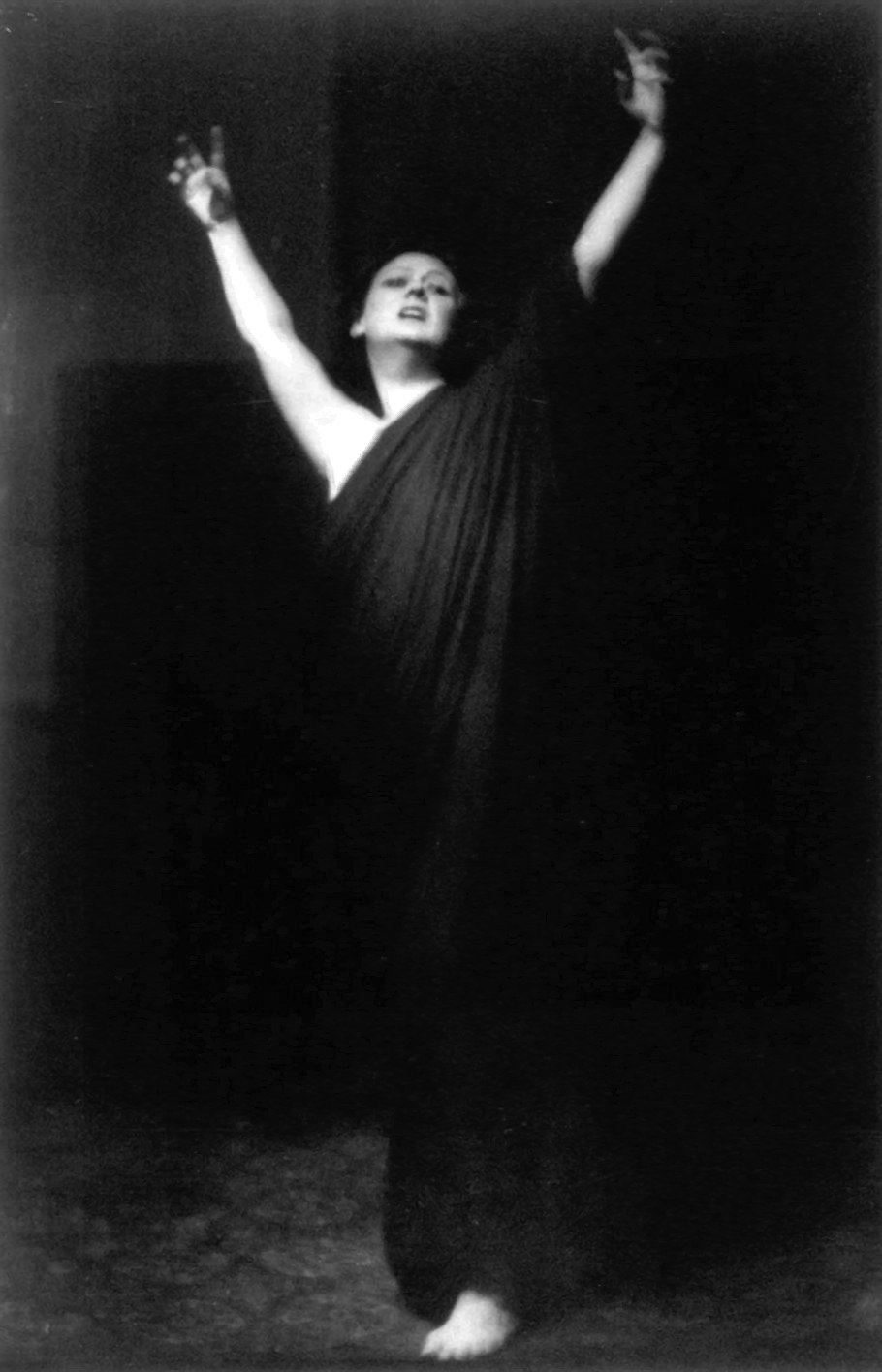
Isadora Duncan vers 1910.

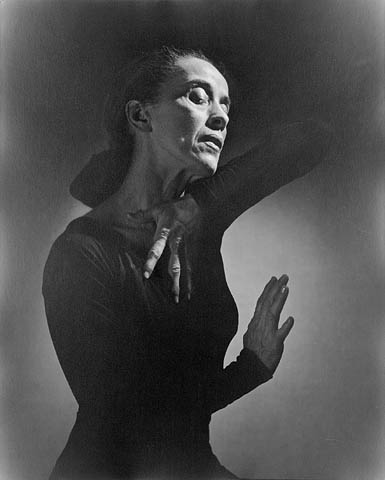
Martha Graham en 1948.

- Teòric : François Delsarte

Loïe Fuller
Isadora Duncan
Ruth Saint Denis i Ted Shawn (Denishawn School)
→ Doris Humphrey i Charles Weidman
→ José Limón
→ Louis Falco
→ Martha Graham
→ [Erick Hawkins ]
→ Merce Cunningham
→ Paul Taylor
→ Twyla Tharp

### L'escola alemannyae
- Iniciador : Émile Jaques-Dalcroze
- Teòric : Rudolf Laban

Mary Wigman
→ Kurt Jooss
→ Pina Bausch
→ Alwin Nikolais
→ Murray Louis
→ Susan Buirge
→ Carolyn Carlson

### Les grans figures
- Isadora Duncan
- Loïe Fuller
- Mary Wigman
- Rudolf Laban
- Valeska Gert
- Martha Graham
- Yvonne Rainer
- Louis Horst